# Hofdame

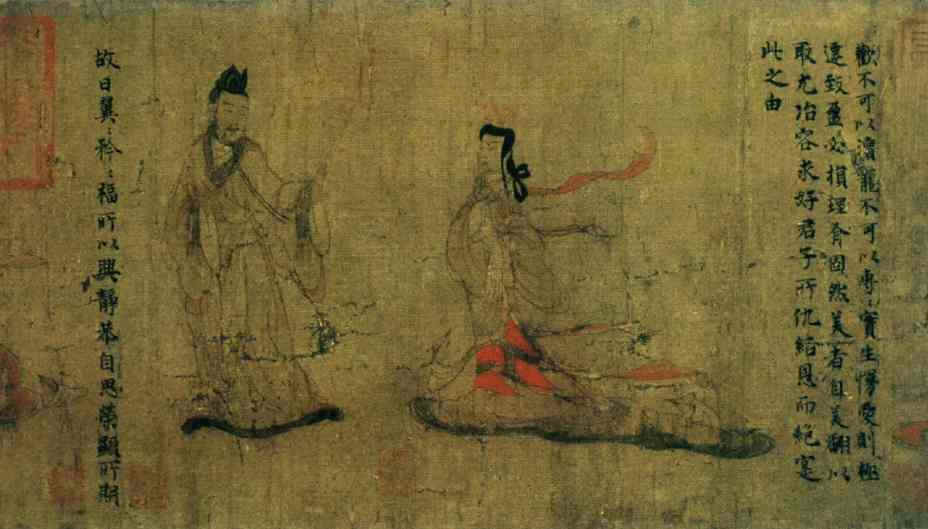
„Ermahnung der Hofdamen“, Gu Kaizhi um 370

Diego Velázquez, „Las Meninas“ (1656)

Die Würde einer Hofdame, auch Ehrendame oder Palastdame genannt, wurde den zu einem Hofstaat gehörenden adeligen Damen aufgrund ihres Standes oder des Standes ihres Ehemanns verliehen.
Hofdamen verrichteten Ehrendienste und fungierten als Gesellschafterinnen. Solche Hofämter wurden nur von hoffähigen Adligen bekleidet. Im Gegensatz etwa zur Zofe waren sie in Europa keine Hofbeamten. Als männliches Äquivalent zur Hofdame kann der Ritter – und später der Kammerherr – angesehen werden.
Beide Stände  traten vermutlich schon mit den ersten ausgeprägten Fürsten- und Königshöfen in Erscheinung. Die ersten schriftlichen Überlieferungen zu diesem gesellschaftlichen Stand sind über 3000 Jahre alt, zum Beispiel in Ägypten (siehe Nofretete) oder im Chinesischen und im Perserreich.
Unter den Personen an den Fürstenhöfen waren von jeher auch künstlerisch begabte Persönlichkeiten zu finden. Gut dokumentiert ist das Wirken der Minnesänger, doch auch manche Werke von Hofdamen zählen zur Weltliteratur. Ein fernöstliches Beispiel dazu ist der klassischjapanische Roman Genji Monogatari (die Geschichte vom [Prinzen] Genji), verfasst von Murasaki Shikibu, der Hofdame der Kaiserin um das Jahr 1000.

## Beispiele bekannter Hofdamen
- Elizabeth Throckmorton (1565–1647), Hofdame von Elisabeth I., Königin von England
- Luise Freiin von Degenfeld, seit 1667 (1634–1677), Hofdame der Kurfürstin Charlotte von der Pfalz, als Raugräfin zu Pfalz  morganatische Ehefrau des Kurfürsten Karl I. Ludwig von der Pfalz
- Sarah Churchill, Duchess of Marlborough (1660–1744), Hofdame von Prinzessin Anne, der späteren Queen Anne
- Sophie Marie Gräfin von Voß, geborene von Pannwitz (1729–1814), Hofdame von Königin Sophie Dorothea von Preußen, Oberhofmeisterin der Königin Luise von Preußen
- Charlotte von Stein (1742–1827), Hofdame der Herzogin Anna Amalia von Sachsen-Weimar und Eisenach, enge Freundin von Johann Wolfgang von Goethe
- Anna Dillon (1760–1823), Hofdame von Maria Pawlowna, Großfürstin von Rußland
- Louise von Sturmfeder (1789–1866), Hofdame von Kaiserinwitwe Karoline Auguste, Erzieherin Kaiser Franz Josephs von Österreich und seines Bruders Kaiser Maximilian von Mexiko
- Rosalie  von Rauch (1820–1879), Hofdame der Prinzessin Marianne von Preußen, als Gräfin von Hohenau zweite, morganatische Ehefrau des Prinzen Albrecht von Preußen, des jüngsten Bruders von König Friedrich Wilhelm IV. und Kaiser Wilhelm I.
- Elisabeth (Elise) Gräfin von Fersen, geborene von Rauch (1820–1909), Hofdame der Zarin Alexandra Fjodorowna, Prinzessin Charlotte von Preußen
- Julia von Hauke (1825–1895), Hofdame der Zarin Maria Alexandrowna, Prinzessin von Hessen-Darmstadt, als Fürstin von Battenberg morganatische Ehefrau von Prinz Alexander von Hessen
- Gräfin Pauline Bellegarde, Gräfin Irma Sztáray, Gräfin Ida Ferenczy, Gräfin Marie Festetics (1839–1923), Gräfin Karoline von Hunyady (1836–1907), Gräfin Charlotte von Majláth (1856–1928), Hofdamen der Kaiserin Elisabeth von Österreich-Ungarn
- Mathilde Gräfin von Keller (1853–1945), Hofdame der letzten deutschen Kaiserin Auguste Viktoria
- Marie Freiin von Redwitz (1856–1933), Hofdame der Herzogin Amalie in Bayern und Schriftstellerin
- Sophie Gräfin Chotek von Chotkowa (1868–1914), Hofdame der Erzherzogin Isabella von Österreich-Teschen, Prinzessin von Croy-Dülmen, als Herzogin von Hohenberg morganatische Ehefrau des österreichischen Thronfolgers Franz Ferdinand
- Anna Wyrubowa (1884–1964), Hofdame der letzten russischen Zarin Alexandra Fjodorowna